# Bernward Gesang
Bernward Gesang (* 13. Juli 1968 in Arnsberg) ist ein deutscher Philosoph, Hochschullehrer und Sachbuchautor.
Gesang studierte an den Universitäten Bonn und Münster. 1993 schloss er sein Studium mit dem Magister ab, 1994 wurde er an der Universität Münster promoviert. Von 1997 bis 1999 war er Habilitationsstipendiat der Deutschen Forschungsgemeinschaft und Lehrbeauftragter in Münster. 2000 habilitierte er sich an der Universität Düsseldorf und wurde dort Privatdozent. 
Nach Lehraufträgen und Vertretungsprofessuren in Zürich, Konstanz, Essen und Basel wurde er 2006 Professor für Philosophie an der Universität Düsseldorf. Im Jahr 2009 wurde er an die Universität Mannheim auf den Lehrstuhl für Philosophie mit dem Schwerpunkt Wirtschaftsethik berufen.
Gesang fragt: Wie kann unsere Welt nachhaltig werden? Mit welcher Ethik kann man dieses Ziel und bestimmte Wege dahin begründen? In diesem Zusammenhang befasst er sich mit Wirtschafts- und Klimaethik sowie deren Verankerung in der normativen Ethik. Viele Ideen werden auf Vor- und Nachteile hin abgeklopft, darunter: "Globaler Emissionshandel"; "Reform der Demokratie / Anwälte für zukünftige Generationen",  "Konsum für eine bessere Welt", "soziale Investments". Das spiegelt sich auf Ebene der Ethik in Themen wie: "Demokratietheorie", "Probleme kollektiven Handelns", "Konsequentialismusforschung" und "Konsense zwischen Ethiktypen".
Gesang hält es für wichtig, wissenschaftliche Erkenntnisse auch in Alltagssprache zu "dolmetschen". Er schreibt daher für wichtige große Zeitungen (SZ, "Die Zeit", taz, FR, ...) und ist auch als Sachbuchautor aktiv, so verfasste er die Ethikeinführung "Darf ich das oder muss ich sogar?" und das Buch "Mit kühlem Kopf. Vom Nutzen der Philosophie für die Klimadebatte". 

## Veröffentlichungen
- Wahrheitskriterien im Kritischen Rationalismus, Amsterdam 1995, ISBN 90-5183-802-6 (Dissertation, Universität Münster, 1994).
- Angeklagt: Gott, Tübingen 1997, ISBN 3-89308-262-X.
- Kritik des Partikularismus, Paderborn 2000, ISBN 3-89785-091-5 (Habilitationsschrift, Universität Düsseldorf, 1999).
- Aktien oder Apokalypse? Wege aus der globalen Ökokrise, Paderborn 2000, ISBN 3-89785-181-4.
- Eine Verteidigung des Utilitarismus, Stuttgart 2003, ISBN 3-15-018276-X.
- Perfektionierung des Menschen, Berlin: Suhrkamp, 2007, ISBN 978-3-11-019560-6.
- Klimaethik, Berlin 2011, ISBN 978-3-518-29598-4.
- Kann Demokratie Nachhaltigkeit? Wiesbaden 2014, ISBN 978-3-658-04894-5.
- Wirtschaftsethik und Menschenrechte, Tübingen 2016, ISBN 978-3-8252-4562-7.
- Darf ich das oder muss ich sogar? München: Piper 2017, ISBN 978-3-492-31058-1
- Mit kühlem Kopf. Vom Nutzen der Philosophie für die Klimadebatte. München: Hanser 2020, ISBN 978-3-446-26773-2